# Artem Chernousov
Artem Chernousov (russo:  Артём Анатольевич Черноусов; IPA: [ɐrˈtʲɵm tɕɪrnɐˈusəf]; 10 de janeiro de 1996) é um atirador esportivo russo, medalhista olímpico.

## Carreira
Chernousov participou dos Jogos Olímpicos de Verão de 2020 em Tóquio, onde participou da prova de pistola de ar 10 m em duplas mistas ao lado de Vitalina Batsarashkina, conquistando a medalha de prata como representante do Comitê Olímpico Russo.